# Aimo Sakari
Aimo Ilmari Kallio Sakari (* 2. Februar 1911 in Kuolemajärvi, Wyborg; † 20. Mai 2001 in Keuruu) war ein finnischer Romanist, Provenzalist, Mediävist und Übersetzer.

## Leben
Sakari besuchte das altsprachliche Gymnasium in Wyborg und studierte romanische Philologie bei Arthur Långfors in Helsinki. Von 1937 bis 1941 und von 1945 bis 1958 war er Finnischlektor am Institut des langues orientales (Inalco) in Paris (dazwischen Leutnant der finnischen Armee). Gleichzeitig hörte er bei Clovis Brunel, Jean Boutière, Pierre Fouché, Mario Roques und Félix Lecoy. 1956 promovierte er in Helsinki mit Dissertation Poésies du troubadour Guillem de Saint-Didier. Von 1958 bis 1981 war er Gymnasiallehrer (für Deutsch und Französisch) in Jyväskylä, ab 1961 an der neu gegründeten Philosophischen Fakultät der Universität Jyväskylä Dozent, von 1966 bis 1977 Professor für romanische Sprachen (auch Dekan und Prorektor). Von 1977 bis 1980 lehrte er finnische Sprache und Kultur an der Sorbonne. Von 1981 bis 1990 war er Vizepräsident der Association internationale d’études occitanes (AIEO).

## Werke

### Romanistik
- Azalais de Porcairagues, le Joglar de Raimbaut d’Orange, in: Neuphilologische Mitteilungen 50, 1949, S. 23–198
- (Hrsg.) Doctrinal sauvage, Jyväskylä 1967

### Finlandistik
- Littérature finlandaise du XXe siècle, in: Profil littéraire de la France. Nouvelle Série 2, 1951
- Keuruun satavuotias kansakoulu, Keuruu 1969
- [Finnische Literatur, in:] Dictionnaire des littératures. Publié sous la direction de Philippe Van Tieghem, 3 Bde., Paris 1968, 4 Bde., Paris 1984, auch gesondert u.d.T. Manuel de littérature finlandaise, Paris 1981

### Übersetzungen
- (aus dem Französischen) Hergé, Tintin seikkailut, 5 Bde., Helsinki 1961–1962
- (aus dem Französischen) Stendhal, Parman kartusiaaniluostari [La Chartreuse de Parme], Helsinki 1971
- (aus dem Finnischen mit Lucie Thomas) Aleksis Kivi, Les Cordonniers de la lande. Comédie en cinq actes, Cergy 1989